# Эволюционная эстетика
Эволюционная эстетика  является одной из теорий эволюционной психологии, согласно которой основные эстетические предпочтения человека (homo sapiens)  развивались таким образом, чтобы увеличить шансы на выживание и повысить репродуктивный успех.
Основываясь на данных теориях, такие вещи как любимый цвет, предпочтения во внешнем виде партнёра, типе фигуры, эмоциональные связи с объектами и множество других аспектов переживания эстетического опыта могут быть объяснены с точки зрения эволюции человека.

## Эстетика и эволюционная психология
Согласно эволюционной психологии, у людей и животных существуют особые психологические механизмы, обеспечивающие универсальные психологические «черты». Предполагается, что эти «черты» развивались таким образом, чтобы увеличить шансы на выживание особи и повысить её репродуктивный успех. Считается, что они появились в эпоху Плейстоцена и являются следствием адаптации особи к изменяющимся условиям внешнего мира. Тем не менее, это не значит, что они так же эффективно помогают адаптироваться в современной среде. Одной из таких психологических «черт» являются эстетические предпочтения. Также к ним можно отнести чувство отвращения при виде испорченных продуктов, удовольствие от секса, поедания сладкого и жирной пищи и страх пауков, змей и темноты.
Все известные нам культуры имеют те или иные формы искусства.  Из чего можно предположить, что искусство связано с развитием человечества. Кроме того, произведения искусства порождают в человеке сильные эмоции, что также говорит в пользу связи искусства с эволюцией.

## Визуальные эстетические предпочтения и ландшафт
Одним из важнейших вопросов для подвижного живого организма является выбор подходящей среды обитания. Считается, что предпочтение определённого пейзажа и ландшафта и визуальные предпочтения в целом, являются  следствием необходимости выбора нашими предками мест обитания. Даттон Денис провел эксперимент, в котором маленьких детей различных национальностей просили выбрать пейзаж, который им больше всего понравится. Детям предъявляли фотографии различных пейзажей, среди которых они чаще всего выбирали изображения саванны с деревьями. Саванны Восточной Африки - естественная среда обитания предков человека, где, как считается, произошла большая часть эволюционных процессов. Также чаще всего выбирались пейзажи с источниками воды, на которых одновременно были как закрытые (лес), так и открытые пространства, фотографии на которых были деревья с раскидистой кроной и большим количеством веток, средней высоты, удобные для того, чтобы на них можно было залезть и достать еду. Предпочитались пейзажи, вызывающие желание их исследовать - например тропиной или рекой, уходящими из вида, а также пейзажи с присутствующими (или предполагающимися) на них охотничими животными, а также те, на которых были облака. Все эти пейзажи часто можно встретить напечатанными на календарях или воссозданными в городских парках.
Исследования эстетических предпочтений людей разных национальностей показали, что люди предпочитают реалистичные изображения природы. Наиболее часто выбираемыми элементами были: источники воды, деревья и растения, люди (а именно красивые женщины, дети и известные исторические фигуры) и животные (как домашние, так и дикие). Наиболее предпочитаемые цвета - синий и зелёный. По результатам исследований были составлены картины, показывающие эстетические предпочтения разных народов. Несмотря на разницу культур, все изображения имели сильное сходство с пейзажами на календарях. Авторы сделали предположение, что такое сходство может быть результатом влияния западной культуры. Однакосходные предпочтения также могут являться психологическими «чертами», сформированными в ходе эволюции.

## Физическая привлекательность
Считается, что восприятие физической привелекательности (physical attractiveness) также формировалось под влиянием эволюции.
Эти предпочтения не обязательно являются статичными, а могут изменяться под влиянием внешних сигналов. Например, предпочитаемый тип женской фигуры и женская внешность в целом изменялись в зависимости от доступности продуктов питания в то или иное время, что также можно отнетси к эволюционным детерминантам. Так в обществе, где имеется недостаток в провизии, привлекательным считается пышное женсоке тело и большие объёмы, по сравнению с обществом, имеющим достаточное количество еды. В западных культурах голодные мужчины предпочитают более полных женщин, чем те, которые не испытывают в данный момент чувства голода.

## Эволюция и музыка
Эволюционное музыковедение является частью биомузыковедения (biomusicology), основанному на теории эволюции, в частности на механизмах восприятия музыки и её воспроизведения. Оно включает в себя теории вокальной коммуникации животных, теории эволюции музыки, созданной человеком и кросс-культурные особенности музыкальных способностей и восприятия музыки. Также эволюционное музыковедение выделяет то, что человек считает эстетически приятным в музыке и то, что ему неприятно.

## Дарвинизм и литературоведение
Это направление изучает литературу с точки зрения эволюционной теории Дарвина, включая изучение эстетических аспектов литературы в контексте эволюции (Darwinian literary studies).

## Эволюция эмоций
Эстетика тесно связана с эмоциями. Это положение объясняется в контексте теории развития эмоций. Одним из примеров является отвращение, которое, как считается, появилось как защитный механизм. Так, например, из-за отвращения человек может избежать инфекционного заражения в результате приема испорченной еды, контакта с фекалиями и продуктами разложения.

## Половой отбор
Половой отбор - процесс, в основе которого лежит конкуренция за полового партнёра между особями одного пола, что влечёт за собой выборочное спаривание и производство потомства. Существует несколько научных гипотез его возникновения. Согласно теории Фишера   самки выбирают привлекательных самцов с наиболее развитыми декоративными признаками, не несущими никакого репродуктивного значения, например как хвост у павлина, только по причине обладания самцами этими признаками. В отличие от концепции гандикапа, где предполагается, что самки принимают во внимание то, как эти украшения усложняют самцу жизнь и потому свидетельствуют о его лучшей приспособленности в целом.
Считается, что человеческий мозг приспособился к выживанию в саванне. В связи с этим существует предположение, что  некоторые психологические «черты», такие как креативность и артистические способности, являются эквивалентами «павлиньего хвоста» у людей. Согласно этому, искусство - это один из способов привлечения партнера.